# WTA Saint Petersburg
Das WTA Saint Petersburg (offiziell: Barnett Bank Masters) war ein Damen-Tennisturnier der WTA Tour, das in Saint Petersburg ausgetragen wurde. 

## Siegerliste

### Einzel
| Jahr | Siegerin     | Finalgegnerin    | Ergebnis      |
| ---- | ------------ | ---------------- | ------------- |
| 1971 | Chris Evert  | Julie Heldman    | 6:1, 6:2      |
| 1972 | Nancy Gunter | Chris Evert      | 6:3, 6:4      |
| 1973 | Chris Evert  | Evonne Goolagong | 6:2, 0:6, 6:4 |
| 1974 | Chris Evert  | Kerry Melville   | 6:0, 6:1      |

### Doppel
| Jahr | Siegerinnen                   | Finalgegnerinnen                 | Ergebnis      |
| ---- | ----------------------------- | -------------------------------- | ------------- |
| 1971 | Françoise Dürr Ann Jones      | Judy Tegart Dalton Julie Heldman | 7:6, 3:6, 6:3 |
| 1972 | Karen Krantzcke Wendy Overton | Judy Dalton Françoise Dürr       | 7:5, 6:4      |
| 1973 | Chris Evert Jeanne Evert      | Evonne Goolagong Janet Young     | 6:2, 7:6      |
| 1974 | Olga Morosowa Betty Stöve     | Chris Evert Evonne Goolagong     | 6:4, 6:2      |